# Деа Диа
Деа Диа (латински: „Богиња дневне светлости“ или „Светла богиња“) била је богиња плодности и раста у древној римској религији. Понекад се поистовећивала са Церером, а понекад са њеним грчким еквивалентом Деметром.
Обожавана је током Амбарвалије, фестивала Церере. Сваког маја, њени свештеници, Фратрес Арвалес, одржавали су тродневни фестивал у њену част.

## Име
Име Деа Диа значи „богиња дневне светлости“ или „светла богиња“. Први елемент потиче од латинског dea („богиња“), док је други повезан са diēs („дан“), вероватно у вези са ритуалним прописом да се у јануару најаве мајске церемоније sub divo culmine ('испод небеског свода').